# Димниця (селище)
Димниця (рос. Дымница) — селище в Островському районі Костромської області Російської Федерації.
Населення становить 257 осіб. Входить до складу муніципального утворення Клеванцовське сільське поселення.

## Історія
Від 1944 року населений пункт належить до Костромської області.
Від 2007 року входить до складу муніципального утворення Клеванцовське сільське поселення.

## Населення
1. Н/Д[2]